# 埃鲁埃勒
埃鲁埃勒（法語：Hérouël，法語發音：[eʁwɛl]）是法国埃纳省的一个旧市镇。1843年，埃鲁埃勒与市镇欧鲁瓦尔-欧比尼被拆分出的欧鲁瓦尔合并为市镇福雷斯特。

## 地理
埃鲁埃勒（49°48'34"N, 3°5'59"E）位于法国上法蘭西大區埃纳省，该省份为法国北部内陆省份，北起北部省，西接索姆省和瓦兹省，东临阿登省和马恩省，西南至塞纳-马恩省，东北部与比利时接壤。
埃鲁埃勒的时区为UTC+01:00、UTC+02:00（夏令时）。

## 行政
埃鲁埃勒的INSEE市镇编码为。

## 人口
埃鲁埃勒于1841年时的人口数量为270人。